# Torreta Alonso
La torreta Alonso es una torre de defensa de una zona cultivable a poca distancia de Castellón, en la partida del Bovalar, en el Camino de la Costa del municipio de Castellón de la Plana.
Datada en el siglo XVI, esta torre defensiva está por declaración genérica catalogada como Bien de Interés Cultural, con anotación ministerial número RI-51-0012332, y fecha de anotación uno de abril de 2009, según consta en la Dirección General de Patrimonio artístico de la Generalidad Valenciana.

## Historia
Como en muchas de las zonas de cultivo de la Plana Alta, las masías en las que residían propietarios y trabajadores de las mismas, en reiteradas ocasiones sufrían el ataque de ladrones, algunos de los cuales venían por mar, como los diversos grupos de piratas que de improviso llegaban a las costas mediterráneas. Estos ataques hicieron necesaria la fortificación de las masías, para poder ofrecer refugio no solamente a los que en ellas vivían, sino a otros agricultores que estaban desperdigados en las zonas de cultivo. Este debió ser el origen de la Torreta de Alonso, ya que está catalogada como torre de defensa de una masía, compartiendo con las otras torres de semejante origen las características constructivas. Podíamos decir que la Torreta es una antigua masía de tipología rural, con aires castrenses.

## Descripción
La torreta , que responde a la tipología común en la zona de torre defensiva de carácter rural, está caracterizada por presentar un potente torreón cuadrado coronado con almenas. Pese a haber sido destruidas para realizar diversas construcciones en sus terrenos, existían otras dos torres.
Presenta planta rectangular, de muros de fábrica de mampostería presentando sillares en las esquinas a modo de refuerzo de las mismas. La cubierta presenta tejas árabes.
La fachada principal se encuentra orientada, al este y el acceso principal se realiza a través de una puerta con dintel y jambas de sillería, la cual está centrada en la fachada. Además la fachada presenta las ventanas de los pisos superiores, una en el primero, directamente sobre la puerta de entrada y otras dos en el segundo, que son de mayor tamaño y están rematadas con arcos rebajados.
Pueden apreciarse todavía restos de un matacán que debió existir a nivel de la cubierta. La torre dispone de pequeñas aberturas situadas en el resto de sus paramentos.
Como otras torres de las cercanías, como Carmelet, del Carmen, o Torre de los Gatosde los Gatos, las tres situadas en Cabanes, presenta garitas redondas en dos de las esquinas opuestas.